# Théodore Sindikubwabo
Théodore Sindikubwabo (Butare, 1928 - Bukavu, Março de 1998) foi o quarto e interino presidente de Ruanda durante o Genocídio em Ruanda, de 9 de abril a 19 de julho de 1994. Antes disso, ele foi presidente do Conselho Nacional de Desenvolvimento (Parlamento de Ruanda) entre 1988-1994.
Nascido na cidade de Butare, no sul de Ruanda, Sindikubwabo foi educado como um médico, e foi Ministro da Saúde no governo do presidente Grégoire Kayibanda. Quando Juvénal Habyarimana chegou ao poder, Sindikubwabo tornou-se um pediatra, praticando no Hospital Central de Kigali. Mais tarde, ele retornou à política como deputado no parlamento.
Após o assassinato de Habyarimana em 6 de abril de 1994, Sindikubwabo foi imediatamente instalado como presidente interino pelo Comitê de Crise controlado pelo coronel Théoneste Bagosora, e ele era o chefe de estado durante o genocídio. Alguns estudiosos e o relatório britânico MI6 afirmaram que Sindikubwabo e hútus radicais organizaram o assassinato de Habyarimana devido a preocupações sobre os Acordos de Arusha, com a ajuda da inteligência francesa[carece de fontes?]. Acredita-se que Sindikubwabo pode ter sido um fantoche do grupo de militares que ocupavam o poder real. Em 19 de abril de 1994, ele fez um discurso infame na cerimônia de nomeação de um novo Préfét (Governador) de Butare que foi transmitido pela rádio nacional, no qual ele insultou aqueles que não estavam "trabalhando", um eufemismo para matar Tútsis e disse-lhes: "saiam do caminho e deixem-nos trabalhar". Em 29 de abril de 1994, ele retornou a Butare e disse ao povo que ele estava lá para fiscalizar a morte dos Tútsis. Em 18 de maio de 1994, ele visitou a prefeitura de Kibuye e parabenizou o povo sobre o quão bem eles tinham feito o seu "trabalho"[carece de fontes?].
Após a invasão da Frente Patriótica Ruandesa, que assumiu o controle do país e encerrou o genocídio, Sindikubwabo fugiu para o Zaire (atual República Democrática do Congo), onde viveu no exílio em Bukavu. Ele foi entrevistado para o livro We Wish to Inform You That Tomorrow We Will Be Killed with Our Families e citado dizendo: "O momento ainda não chegou a dizer quem é culpado e quem não é culpado". Ele foi inicialmente relatado para ter sido morto no ataque feito pelo governo de Ruanda em Novembro de 1996, no início da Primeira Guerra do Congo, mas os relatórios subsequentes colocá-lo em Kinshasa. Ele morreu no exílio, na República Democrática do Congo no final dos anos 1990 de causas naturais e nunca foi acusado pelo Tribunal Penal Internacional para o Ruanda.